# Jefe de pista (Barrio Sésamo)
El Jefe de pista era un personaje de once fragmentos animados que aparecieron en el programa infantil Barrio Sésamo. Personificaba al típico jefe de pista de un circo, con chistera, chaqueta roja y un látigo. El fin de estos sketches era enseñar a los niños a contar. 
Cada sketch empezaba y terminaba con la aparición de una serie de puntos rojos (tantos como el número protagonista del sketch), que se convertían en el número a contar. Los números para los que se hicieron los sketches fueron del dos al doce, nunca se contó el número uno.
El jefe de pista anunciaba los números o trucos que un grupo, casi siempre de animales, iba a realizar. A cada golpe de látigo, los personajes cambiaban de formación, sin variar su cantidad.

## Sketches
- Nº 2 – El Jefe de pista encanta a dos serpientes tocando su saxofón.
- Nº 3 – El Jefe de pista presenta un trío de “felinos de altos vuelos” (gatos) que caen en un barril de agua.
- Nº 4 – Cuatro arrogantes leones realizan un número de malabarismo.
- Nº 5 – Cinco fantásticos payasos paracaidistas (usando como paracaídas un paraguas), se lanzan desde un dirigible.
- Nº 6 – Seis acrobáticos monos grises realizan acrobacias.
- Nº 7 – El Jefe de pista presenta siete focas bañistas.
- Nº 8 – Ocho pingüinos antárticos muestran sus habilidades patinando.
- Nº 9 – Nueve elefantes azules salen de un pequeño Sedán rosa de dos puertas.
- Nº 10 – El Jefe de pista nos invita a ver a diez osos pardos acróbatas.
- Nº 11 – Once perros violetas salen a la carrera de una caseta para perros.
- Nº 12 – El Jefe de pista se saca la chistera, de la que salen doce jilgueros.

- Datos: Q5928965